# Collemancio
Collemancio è l'unica frazione di Cannara (provincia di Perugia).

## Geografia
Il borgo murato sorge a 507 m s.l.m., sulla cima di una collina boscosa e ampiamente coltivata, propinqua ai Colli Martani. È situato a circa 7 km a ovest di Cannara (al termine della strada provinciale 412), a 30 km circa da Perugia e a 175 km da Roma. Ha una popolazione di 78 abitanti (censimento 2001).

## Clima

### Clima
Il clima di Collemancio è di tipo temperato sublitoraneo con una media annuale di circa 13 °C ed è caratterizzato da inverni freddi ma non rigidi (la temperatura media di gennaio, il mese più freddo, è di 4,5 °C) ed estati con temperature moderatamente elevate (la temperatura media del mese più caldo, agosto, è di 22,5 °C). Nel corso dell'anno si registrano mediamente 44 giorni circa di gelo distribuiti tra ottobre e aprile. Le precipitazioni sono generalmente comprese fra i 650 e i 700 mm annuali. Nei mesi invernali possono prodursi precipitazioni nevose (mediamente 5 o 6 giorni all'anno)
| Collemancio (PG)    | Gen  | Feb  | Mar | Apr | Mag | Giu | Lug | Ago | Set | Ott | Nov | Dic | Anno |
| ------------------- | ---- | ---- | --- | --- | --- | --- | --- | --- | --- | --- | --- | --- | ---- |
| Tp. max. media (°C) | 8    | 8    | 12  | 16  | 21  | 25  | 29  | 29  | 24  | 19  | 13  | 9   | 17,8 |
| Tp. min. media (°C) | 2    | 1    | 3   | 6   | 10  | 13  | 15  | 16  | 13  | 10  | 6   | 3   | 8,2  |
| Giorni di gelo      | 10,9 | 11,5 | 7,3 | 1,5 | 0   | 0   | 0   | 0   | 0   | 0,2 | 2,9 | 8,8 | 44,1 |
| Precipitazioni (mm) | 56   | 62   | 60  | 78  | 59  | 36  | 23  | 28  | 49  | 69  | 92  | 76  | 680  |
| Neve (giorni)       | 1,2  | 2,1  | 0,9 | 0   | 0   | 0   | 0   | 0   | 0   | 0   | 0,2 | 1,2 | 5,6  |

## Storia

### Il municipio romano

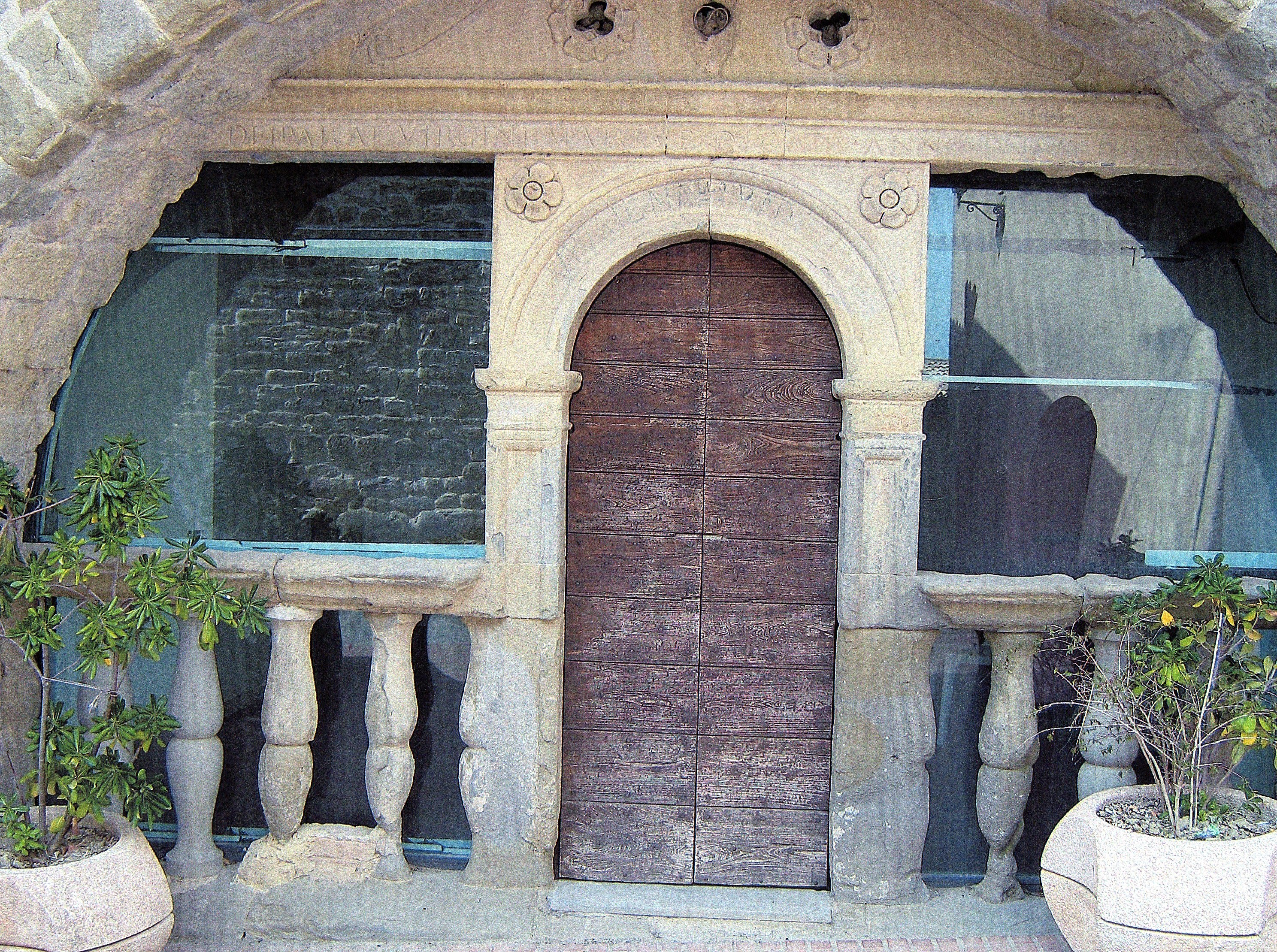
Il portale del palazzo del Podestà (XIV secolo)

A poche centinaia di metri dall'attuale Collemancio, in località La Pieve, si trovano le rovine della antica città romana di Urvinum Hortense, con ogni probabilità la città menzionata nella Naturalis Historia (III, 114) da Plinio il Vecchio.

### Il comune medievale
Riguardo al vetusto borgo medievale che ancor oggi si identifica con l'abitato di Collemancio propriamente detto, le prime notizie risalgono al 1224, quando Onorio III concesse al vescovo di Assisi la giurisdizione sul castello di Collismanci. Nel 1293 diventò Comune indipendente e nel 1377 si sottomise a Perugia.

### I Baglioni e l'annessione allo Stato Pontificio
Dal 1516 al 1648 fece parte della contea di Spello e di Bettona divenendo residenza estiva dei conti Baglioni. La morte senza discendenza di Malatesta V, nel 1648, causò l'estinzione del feudo e l'immediata annessione allo Stato Pontificio. Nel 1870 il borgo venne incorporato nel comune di Cannara.

## Economia
Sviluppati il turismo e l'agricoltura, in particolare la produzione vitivinicola. Nel periodo compreso tra la fine di giugno e l'inizio di luglio vi si tiene la Festa del Vino. Notevole diffusione ha anche l'olivicoltura che conta in zona numerose aziende produttrici e alcuni frantoi.

## Cultura

### Monumenti e luoghi d'interesse
- Resti di Urvinum Hortense (I secolo): Si pensa essere stato un importante municipium romano. Attualmente emergono i resti di un terrazzamento in arenaria, una strada con tracce del foro lungo il suo percorso, un'area funeraria e una domus, costruite in età tardo-repubblicana e ampliate in epoca adriana;
- Castello di Collemancio (X secolo): con cassero a protezione della porta d'accesso. Il paese, all'interno, si articola intorno a due strade principali;
- Chiesa di Santo Stefano (XIV secolo): ad un'unica navata, con due pale d'altare, alcuni affreschi e una colonna romana;
- Chiesa di S. Maria della Fontanella (XVI secolo): con alcuni affreschi del XVII secolo;
- Palazzo del Podestà (XIV secolo): nella piazzetta della chiesa. Al piano terra si trovava la piccola cappella di Santa Maria Nuova ed un piccolo carcere. Interessante il portale d'ingresso.

### Eventi[5]
- festa del Vino si tiene tra la fine di giugno e l'inizio di luglio. I collemancioli in quest'occasione offrono alla degustazione varie tipologie di vini che, dopo aver acquistato un boccale in coccio, è possibile attingere dalle botti dislocate per le vie del paese. Per l'occasione è allestito anche uno stand gastronomico che offre ai visitatori semplici e gustosi piatti della cucina umbra come la torta al testo.

## Sport

### Impianti sportivi
- Bocciodromo
- Campo di calcetto

### Associazioni sportive
- Associazione tiro a volo "Volumbriaurora"